# Roman Kolczyński
Roman Kolczyński (ur. 23 maja 1924 w Łodzi, 28 października 1983) – pułkownik MO, komendant wojewódzki MO w Łodzi (1952-1953), Gdańsku (1957-1975) i w Toruniu (1975-1978).

## Życiorys
Przed II wojną światową skończył łódzką szkołę powszechną, a w 1958 Liceum Ogólnokształcące dla Pracujących w Gdańsku. Od 19 stycznia 1945 milicjant w Łodzi. 12 maja 1945 został zastępcą komendanta powiatowego MO w Puławach, a 17 czerwca 1946 w Lublinie. Od stycznia 1947 instruktor Wydziału Polityczno-Wychowawczego KW MO w Lublinie. 2 marca 1948 został komendantem powiatowym MO w Kraśniku. Od stycznia 1950 inspektor KW MO w Poznaniu, a od kwietnia 1950 - w Komendzie Głównej (KG) MO. 1 X 1952-1 VIII 1953 komendant wojewódzki MO w Łodzi, następnie szef Oddziału Kadr KG MO. 1 I 1957-1 VI 1975 komendant wojewódzki MO w Gdańsku, następnie do 1978 w Toruniu.

## Odznaczenia
- Krzyż Komandorski Orderu Odrodzenia Polski
- Krzyż Oficerski Orderu Odrodzenia Polski
- Krzyż Kawalerski Orderu Odrodzenia Polski
- Order Sztandaru Pracy I klasy
- Order Sztandaru Pracy II klasy
- Krzyż Walecznych
- Medal Zwycięstwa i Wolności 1945
- Medal 10-lecia Polski Ludowej
- Medal 30-lecia Polski Ludowej
- Srebrny Medal "Za zasługi dla obronności kraju"
- Brązowa Odznaka „Za zasługi w ochronie porządku publicznego”
- Srebrna Odznaka Za zasługi w ochronie porządku publicznego
- Złota Odznaka Za zasługi w ochronie porządku publicznego
- Brązowa Odznaka "W Służbie Narodu"
- Srebrna Odznaka "W Służbie Narodu"
- Złota Odznaka "W Służbie Narodu"
- Odznaka honorowa "Za zasługi dla Gdańska" (1960)[2]